# 다비데 가바치
다비데 가바치(이탈리아어: Davide Gavazzi, 1986년 5월 7일, 이탈리아 손드리오 ~ )는 이탈리아의 축구 선수이며 현재 세리에 C의 AC 레나테에서 뛰고있다.

## 우승
- 세리에 D: 2008
- 코파 이탈리아 세리에 D: 2008